# Сватбаре
Сватба́ре (болг. Сватбаре) — село в Кирджалійській області Болгарії. Входить до складу общини Кирджалі.

## Населення
За даними перепису населення 2011 року у селі проживали 60 осіб, з них 58 осіб (96,7%) — турки.
Розподіл населення за віком у 2011 році:
Динаміка населення: